# Cyrtopodium witeckii
Cyrtopodium witeckii är en orkidéart som beskrevs av Lou Christian Menezes. Cyrtopodium witeckii ingår i släktet Cyrtopodium, och familjen orkidéer. Inga underarter finns listade i Catalogue of Life.

## Bildgalleri

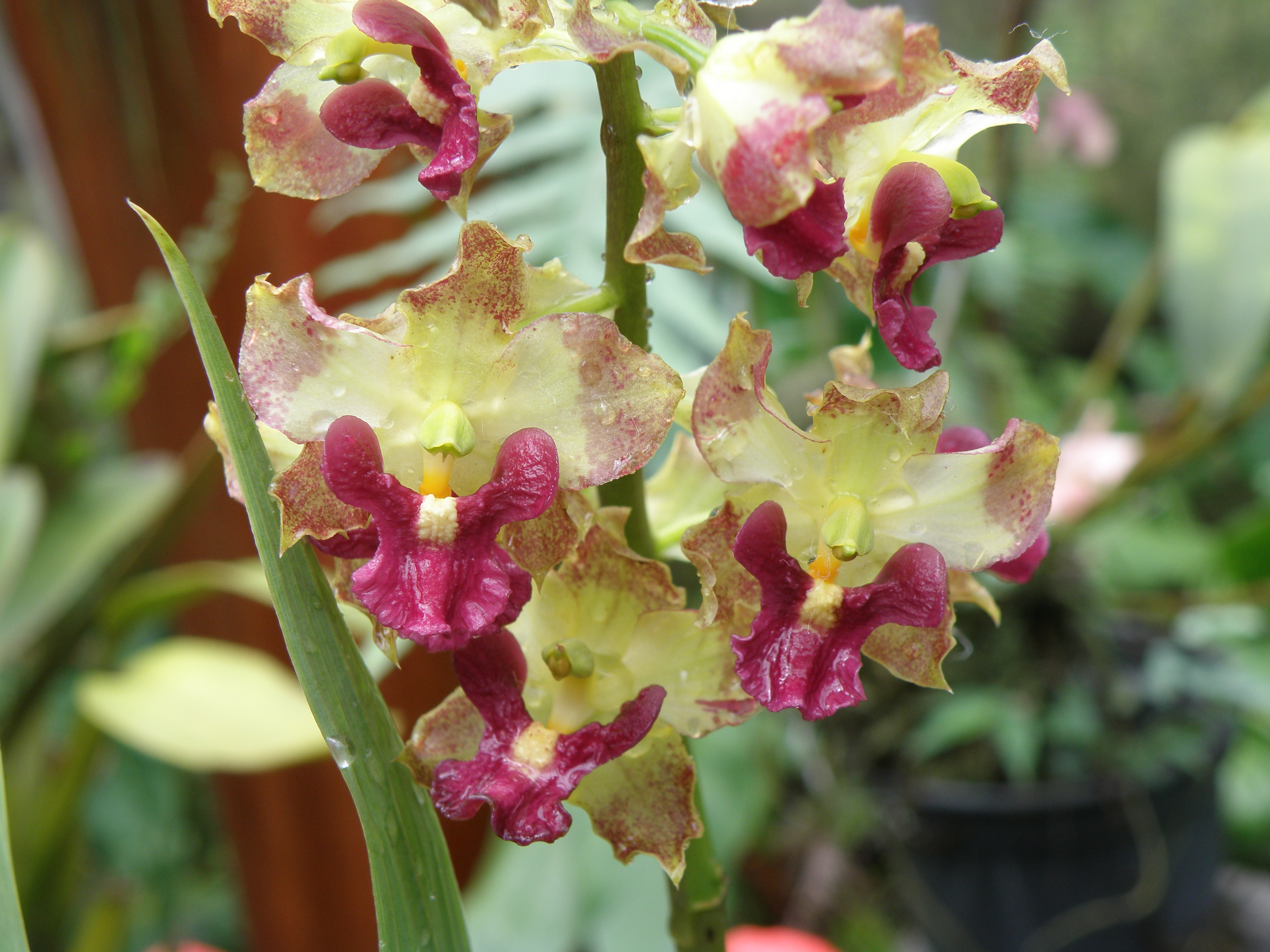
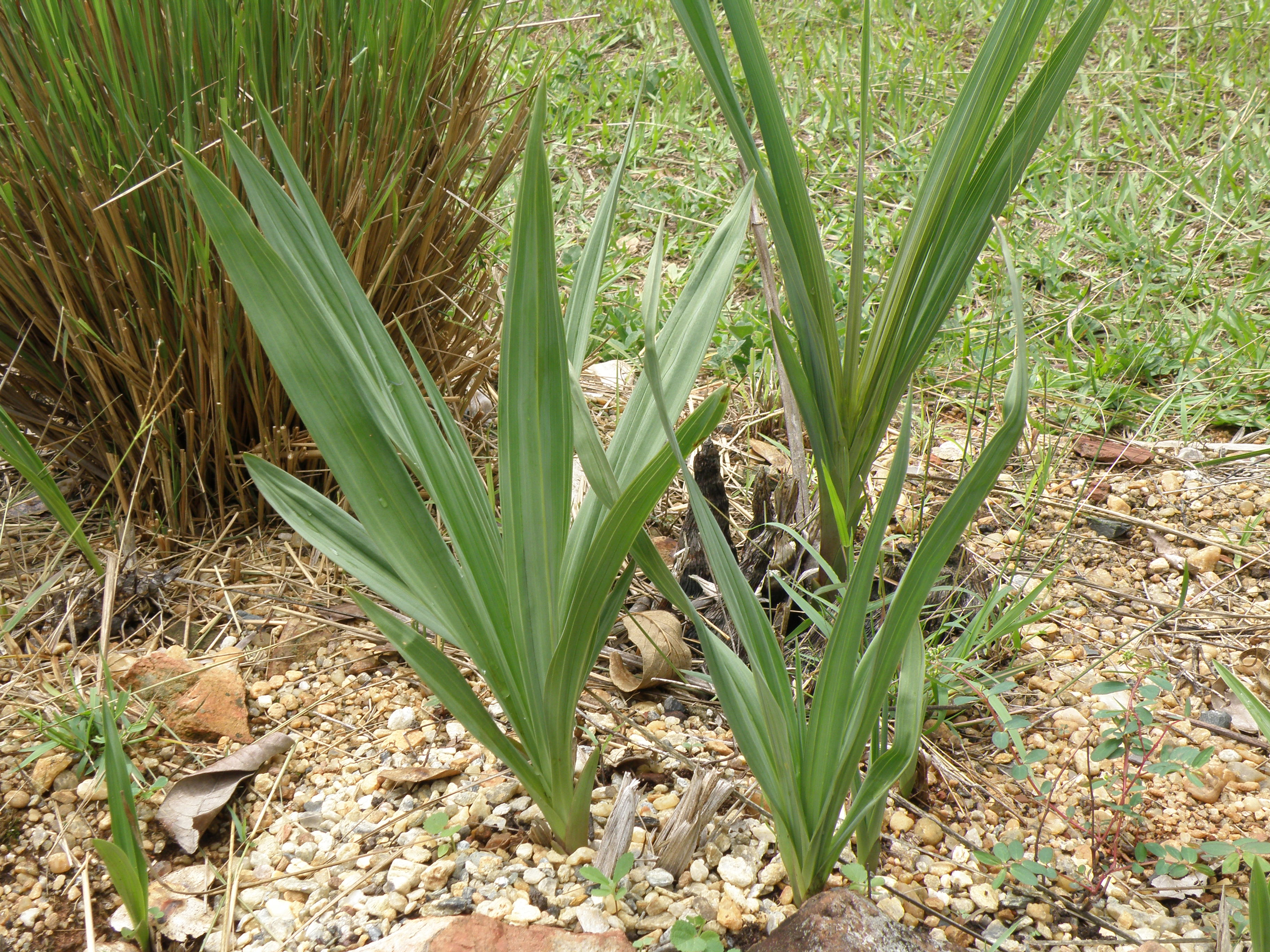
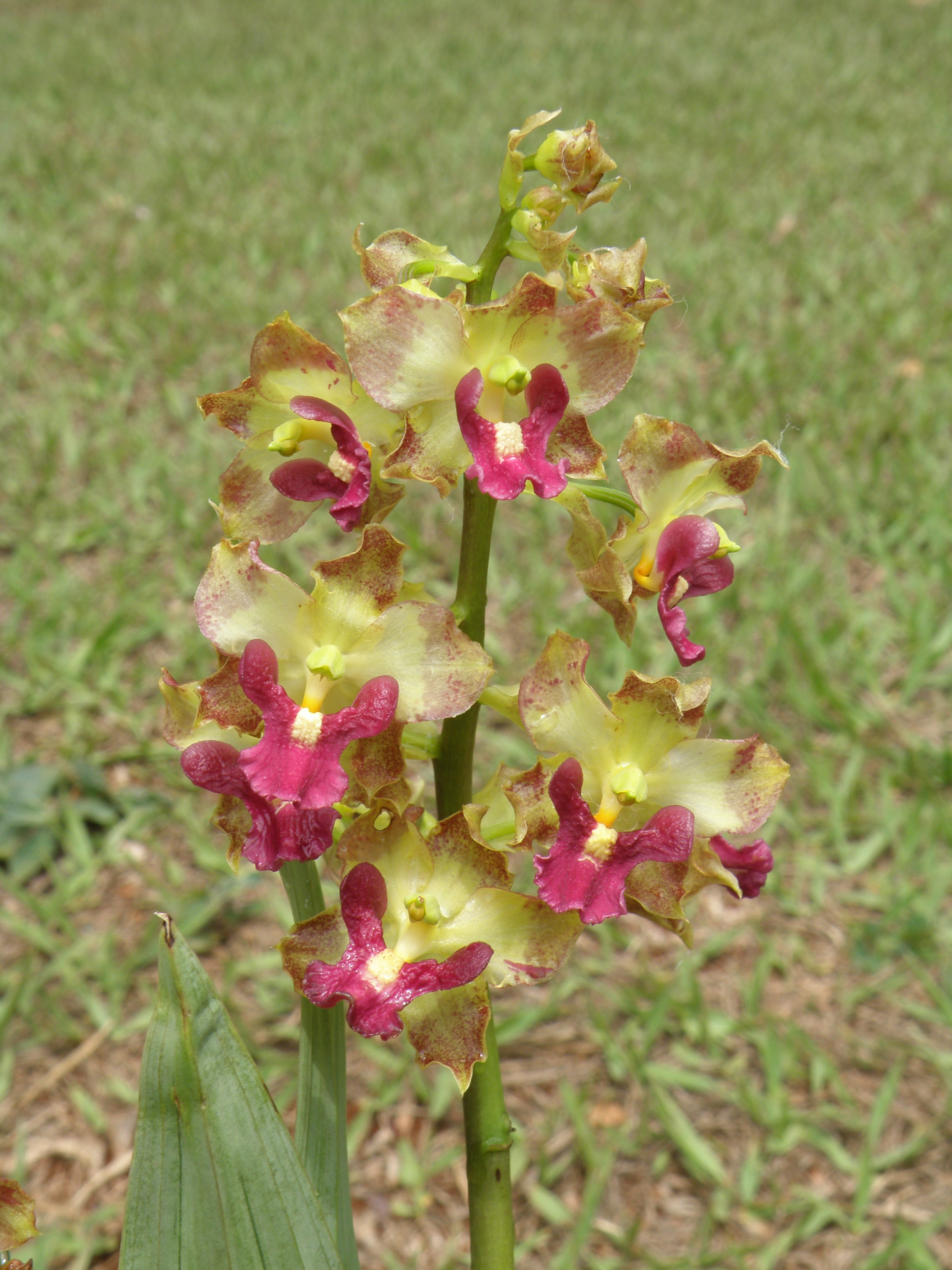